# Abdel Medioub
Abdel Jalil Zaim Idriss Medioub (in arabo عبد الجليل زعيم إدريس مديوب‎?; Marsiglia, 28 agosto 1997) è un calciatore francese naturalizzato algerino, difensore dell'Al-Jahra.

## Caratteristiche tecniche
È un terzino destro.

## Carriera

### Club
Cresciuto nel settore giovanile del Granada, nel gennaio 2019 viene ceduto in prestito alla Dinamo Tbilisi con cui debutta fra i professionisti giocando l'incontro di Erovnuli Liga perso 2-1 contro il Sioni Bolnisi. Il 3 settembre seguente passa a titolo definitivo al Bordeaux che lo impiega con la propria seconda squadra nel Championnat de France amateur 2, la quinta divisione del calcio francese. Poco dopo l'inizio della stagione 2020-2021 viene ceduto in prestito al Tondela.

### Nazionale
Nel 2020 ha esordito nella nazionale algerina.

## Statistiche
Statistiche aggiornate al 30 giugno 2021.

### Presenze e reti nei club
| Stagione        | Squadra         | Campionato      | Campionato | Campionato | Coppe nazionali | Coppe nazionali | Coppe nazionali | Coppe continentali | Coppe continentali | Coppe continentali | Altre coppe | Altre coppe | Altre coppe | Totale | Totale | Totale |
| Stagione        | Squadra         | Comp            | Pres       | Reti       | Comp            | Pres            | Reti            | Comp               | Pres               | Reti               | Comp        | Pres        | Reti        | Pres   | Reti   |        |
| --------------- | --------------- | --------------- | ---------- | ---------- | --------------- | --------------- | --------------- | ------------------ | ------------------ | ------------------ | ----------- | ----------- | ----------- | ------ | ------ | ------ |
| gen.-set. 2019  | Dinamo Tbilisi  | EL              | 19         | 1          | CG              | 1               | 0               | UEL                | 2                  | 1                  |             | -           | -           | 22     | 2      |        |
| 2019-2020       | Bordeaux 2      | N3              | 11         | 0          |                 | -               | -               |                    | -                  | -                  |             | -           | -           | 11     | 0      |        |
| ago. 2020       | Bordeaux 2      | N3              | 1          | 1          |                 | -               | -               |                    | -                  | -                  |             | -           | -           | 1      | 1      |        |
| 2020-2021       | Tondela         | PL              | 16         | 0          | CP              | 1               | 0               |                    | -                  | -                  |             | -           | -           | 17     | 0      |        |
| Totale carriera | Totale carriera | Totale carriera | 47         | 2          |                 | 2               | 0               |                    | 2                  | 1                  |             | -           | -           | 51     | 2      |        |

## Palmarès

### Club

#### Competizioni nazionali
- Campionato cipriota: 1

Arīs Limassol: 2022-2023